# Laboratori orbital Columbus

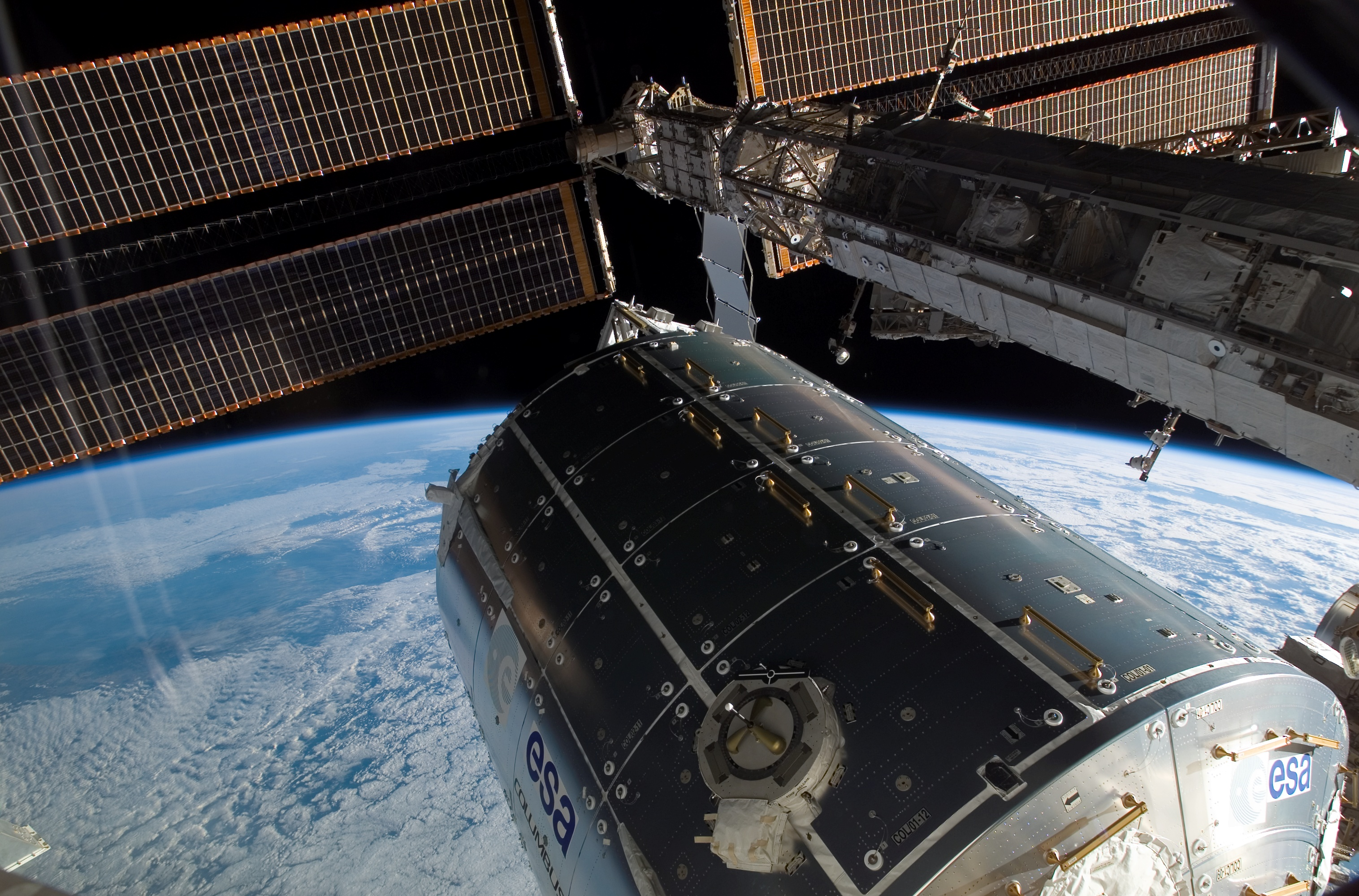
El mòdul Columbus a l'Estació Espacial Internacional.

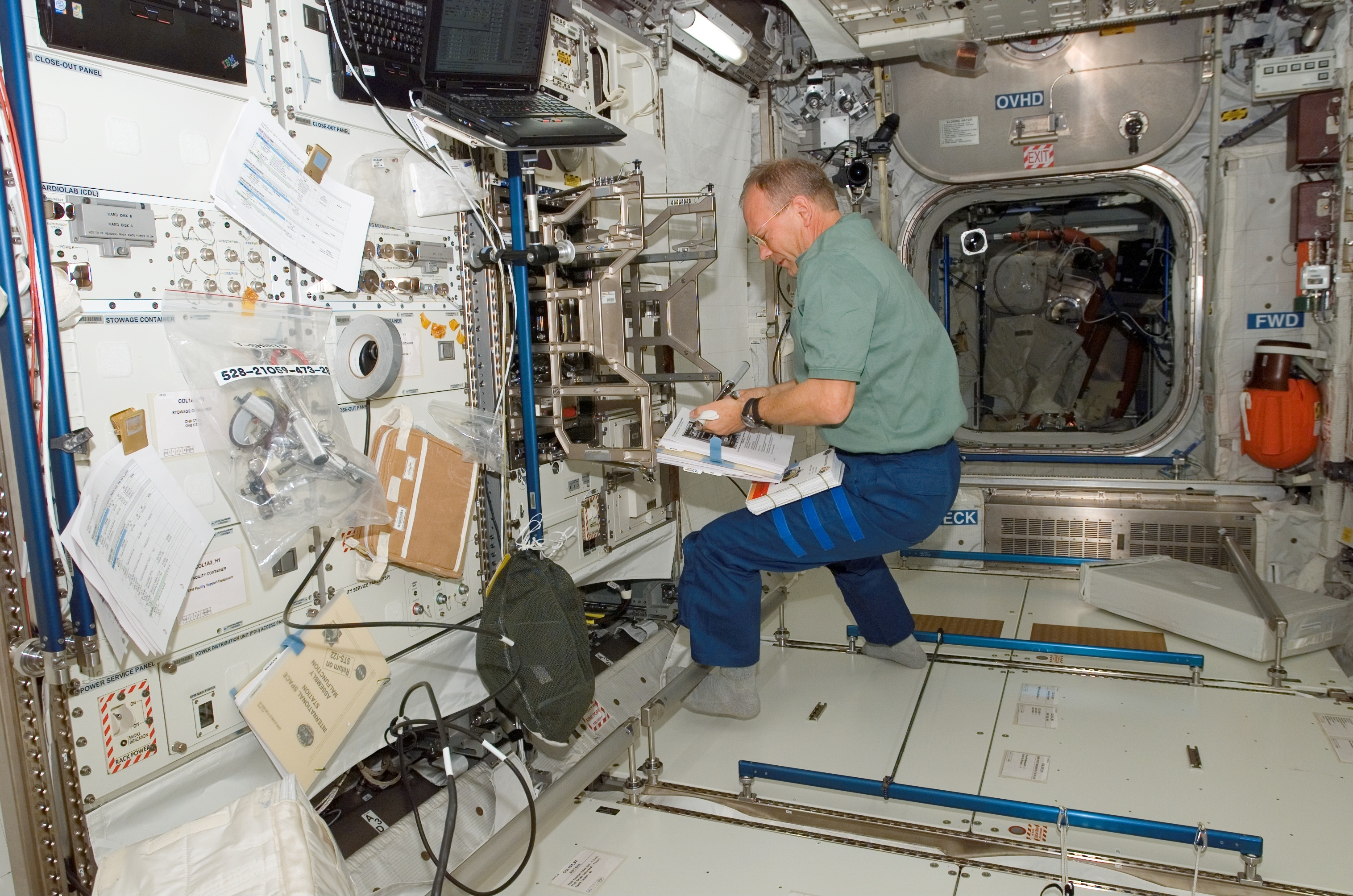
Hans Schlegel treballa amb l'equipament del Columbus.

El Columbus és un laboratori científic que forma part de l'Estació Espacial Internacional. Contractat per l'ESA, amb EADS ESPACIAL Transportation com a principal contractista, està construït en les seves instal·lacions de  Bremen, Alemanya. L'estructura de vol del Columbus, el sistema de protecció de micro-meteorits, el control tèrmic actiu i passiu, el control ambiental i tot l'equip de suport en terra relacionat, van ser construïts per Alenia Spazio a Torí, Itàlia.
El mòdul Columbus està dissenyat per funcionar durant deu anys.

## Descripció
El laboratori és un mòdul cilíndric dissenyat per ajustar-se en el celler de càrrega del transbordador espacial, molt similar a la forma en  Mòdul de Logística Multifuncional. Un cop posat en òrbita amb la missió 1E, va ser connectat al  ISS Node 2 al costat d'estribord, amb el cilindre orientat cap a l'exterior. L'escotilla està localitzada al port d'atracada. El mòdul conté 10 International Standard Payload Racks (ISPRS). 4 prestatges es localitzen a la proa, 4 a la popa, 2 estan sobre els seus caps. 3 cobertes de prestatges contenen sistemes de refrigeració i sistemes de suport vital, les restants cobertes dels prestatges i els 2 que hi ha elevats són per a emmagatzematge. 4 càrregues útils addicionals poden ser afegides com a càrregues externes fora del port d'atracada.
Aquestes són les càrregues útils ISPR instal·lades dins de Columbus:
- Fluid Science Laboratory (FSL)
- European Physiology Modules (EPM)
- Biolab
- European Drawer Rack (EDR)
- European Stowage Rack.
- Express Rack 3 (ER-3) (responsabilitat de NASA)
- Human Reasearch Facilities 1 i 2 (HRF-1 & HRF-2) (responsabilitat de NASA)
- Muscle Atrophy Research and Exercise System (MARES)
- Microgravity Science Glovebox (MSG) (traslladat al  Destiny el 21 d'octubre 2010)

Les càrregues útils externes acoblades al Columbus inclouen:
- Solar Monitoring Observatory (SOLAR)
- European Technology Exposure Facility (EuTEF) (retirat)
- Missé-6 (retirat)
- ACES (planejat)
- SPORT (planejat)

## Història

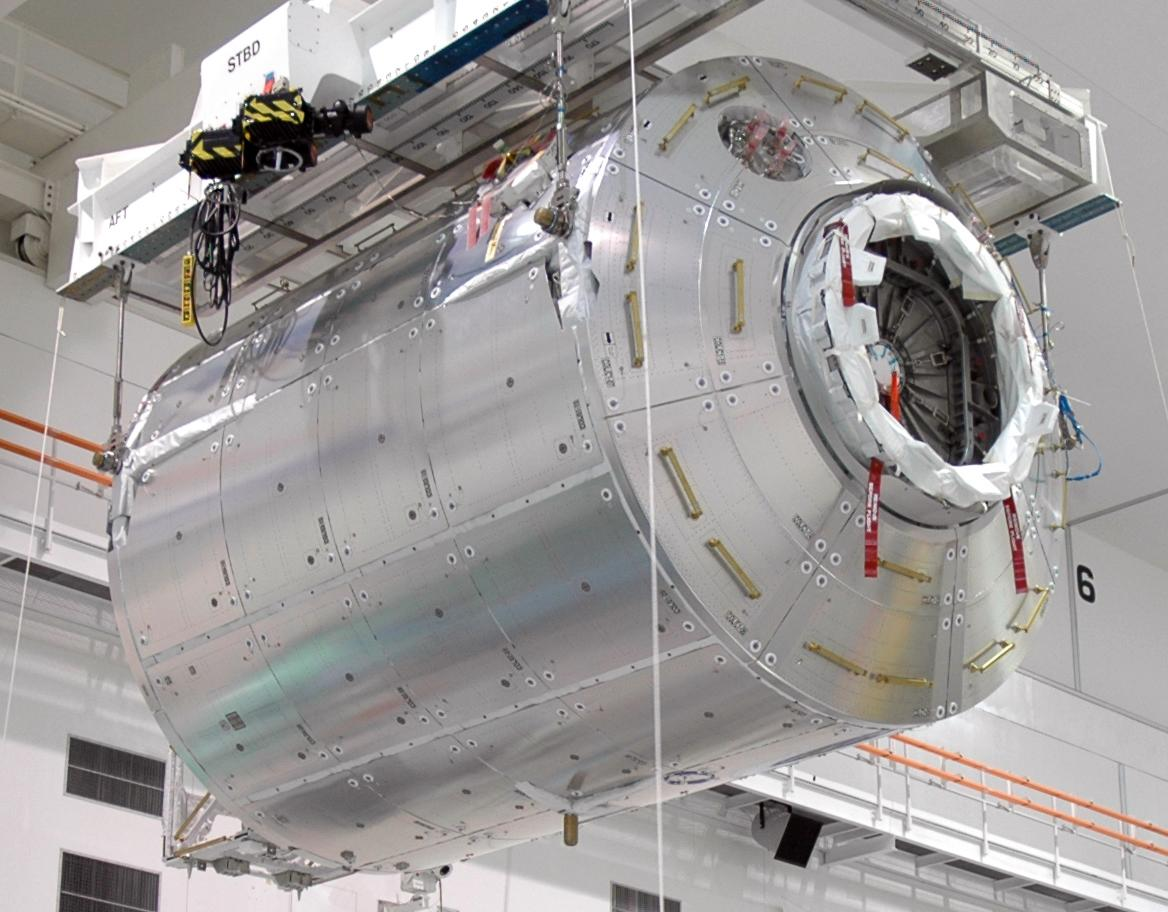
Columbus al Centre espacial John F. Kennedy

La Junta directiva de l' ESA va aprovar el programa del Columbus a 1985. A partir de llavors, s'han fet nombrosos estudis i propostes. Al principi el programa de Columbus incloïa tres configuracions de vol: Man-tended Free-Flyer (MTFF) del qual s'encarregaria el Transbordador Hermes realitzant vols diaris a l'estació per al manteniment i reconfiguració, Attached Pressurized Module (APM), i Polar Platform (PPF). Per l'estalvi del cost de desenvolupament i l'optimització de l'aprovisionament de peces de recanvi durant la fase de concordança operacional que estava prevista entre les configuracions de vol ia l'estació espacial-per exemple, els mateixos ordinadors usats en els tres components, vídeo i dispositius de comunicació idèntics a l'equipament de l'estació-.
Quan totes les etapes van estar planificades per complet amb un preu fixat, van ser lliurades cap a la fi de 1989 al principal contractista MBB-Erno, resultant en uns costos molt més alts que els esperats per l' ESA.
Després de nombroses reduccions pressupostàries (i la cancel·lació del programa Hermes a càrrec del CNES), tot el que va romandre al programa del Columbus va ser l'APM, renombrado com Instal·lació Orbital Columbus (Nota: més tard va ser renombrado solament com Columbus, sent el definitiu nom), la Polar Platform va ser contractada separadament amb la seva cooperació al satèl·lit francès Helios.
Quan només va romandre l'APM al programa no hi va haver prou feina per als seus dos principals col, Alemanya i Itàlia representades per MBB-Erno i Alenia respectivament. Es va arribar llavors al compromís del Principi de la PICA (de l'anglès Pre Integrated Columbus APM), consistent que Alenia hauria de ser responsable de la configuració global del APM i els sistemes mecànics, tèrmics i de suport vital, mentre que la EADS ESPACIAL Transportation seria responsable de l'APM en el seu conjunt i de tots els sistemes d'aviònica i el seu programari (Nota: l'empresa MBB-Erno va ser redenominada com a Deutsche Aerospace, després Daimler-Benz Aerospace, més tard DaimlerChrysler Aerospace, després com Astrium i finalment EADS ESPACIAL Transportation).
L'estructura emprada està basada en el  Mòdul de Logística Multifuncional, un mòdul construït per a la NASA per Alenia Spazio. En 2000 el mòdul preintegrat va ser lliurat a  Bremen, Alemanya, pel contractista Alenia. El muntatge final i les proves dels sistemes es van realitzar en el seu conjunt pel contractista principal EADS ESPACIAL Transportation.
El programa final va ser molt més llarg del que en un principi s'havia planificat a causa de problemes en el desenvolupament-uns quants causats pel complex repartiment de responsabilitats existents entre els contractistes-i als canvis en el disseny introduïts per la  ESA. Tanmateix, va seguir sent viable a causa dels problemes del transbordador espacial, que retardaven la data de llançament del APM per diversos anys. El canvi principal en el disseny va ser l'addició de la External Payload Facility (EPF), empès per diferents organitzacions europees més interessada en l'espai exterior que en experiments interns. Va ser estudiada també l'addició d'un terminal per a les comunicacions directes cap ai des de la terra, que servirien a més com a suport per als sistemes de la ISS, però finalment no va ser implementat per motius de cost.

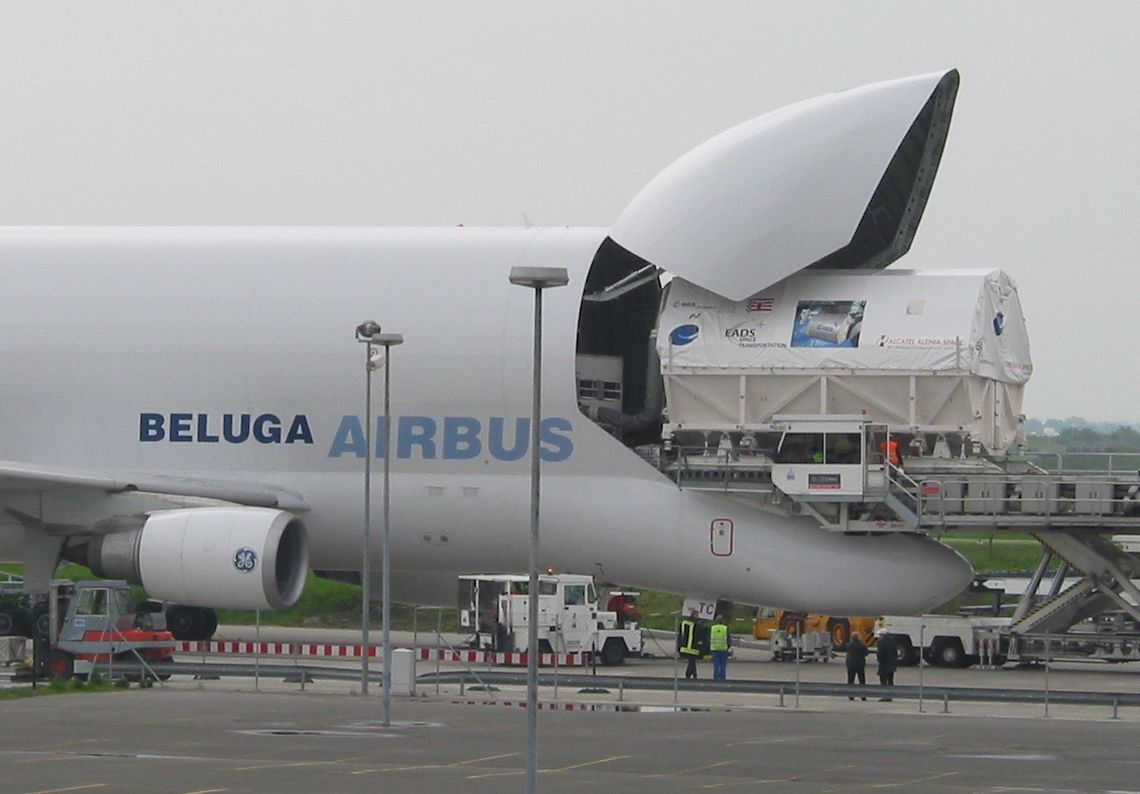
Embarcament del mòdul Columbus a l'aeroport de Bremen

 El Columbus va ser transportat des  Bremen al  Centre espacial Kennedy a bord d'un Airbus Beluga el 27 de maig de 2006. El seu llançament es va dur a terme el 7 de febrer de 2008 en la missió STS-122 del transbordador espacial. Es va acoblar a l'Estació Espacial Internacional el 13 de febrer a les 14.27 UTC.

## Especificacions
- Longitud: 6,871 m.
- Diàmetre: 4,487 m.
- Massa sense càrrega útil: 10.300 kg.
- Massa Total de (inclosa càrrega útil): 19.300 kg.

## Centre de Control de Columbus
El Centre de Control de Columbus (Columbus Control Centre o COL-CC) forma part del Centre Alemany d'Operacions Espacials (GSOC), un institut del  Centre Aeroespacial Alemany a Oberpfaffenhofen (prop de Múnic, Alemanya).
Les funcions principals del centre de control són la direcció i supervisió del Laboratori Columbus així com la configuració i el funcionament de la xarxa de comunicacions europea des de terra.
Un equip d'enginyers coordina el desenvolupament dels experiments i les operacions del sistema. L'equip encarregat de Columbus s'anomena Flight Control Team (FCT) i els seus membres treballen en torns de 8 hores els set dies de la setmana. L'FCT rep suport de grups externs com el Engineering Support Team (EST) o el Ground Control Team (GCT) que s'encarrega del manteniment de la infraestructura del centre de control.